# Kalijev galun
Kalijev galun, galun ali kalijev aluminijev sulfat je anorganska spojina s formulo KAl(SO4)2. Spojina je običajno dostopna kot dodekahidrat KAl(SO4)2•12H2O. 
Kristalizira v kubičnem kristalnem sistemu s prostorsko skupino R3m in mrežno konstanto 12,18 Å. Kalijev galun je najpomembnejša spojina iz razreda galunov in se zato pogosto imenuje kar galun.
Kalijev galun se običajno uporablja za čiščenje vode, strojenje usnja, pomožno sredstvo za  barvanje tkanin, apretiranje tkanin proti gorenju in v pecilnih praških kot E522. 

## Zgodovina

### Stari vek
Kalijev galun so poznali že stari Egipčani. Pridobivali so ga iz evaporitov v Zahodni puščavi in ga uporabljali že okoli leta 1500 pr. n. št. za odpravljanje motnosti vode. 
Plinij starejši ga je opisal pod imenom alumen ali sals ugoterrae. Povsem jasno je, da gre za isto spojino, ki jo je kot stupteria opisal Dioskorid. Imena alum, misi, sori, halkantum in atramentum sutorium so se pogosto uporabljala tudi za snovi z navidezno podobnimi lastnostmi ali rabami, na primer za železov(II) sulfat (zeleni vitriol).
Pridobivanje kalijevega galuna iz mineral alunita je arheološko dokazano na otoku Lesbosu. Nahajališče se je začelo izkoriščati najkasneje v 2. stoletju n. št. in se opustilo v 7. stoletju n. št.
Kalijev galun je  v Ajurvedi omenjen kot fitkari ali sauraštri. V tradicionalni kitajski mesicini so ga imenovali mingfan (明矾).

### Srednjiinnovi vek
Kalijev galun se je kot lužilo pri barvanju volne uporabljal od klasične antike do 19. stoletja. Hkrati je dajal tudi bolj žive barve.
V 13. in 14. stoletju je bil galun iz  alunita glavni izvozni proizvod Fokaje v zahodni Anatoliji. Tržili so ga predvsem genovski in beneški trgovci, kar je sprožilo celo vojno med Genovsko in Beneško republiko. Kasneje so se v trgovanje vključili tudi Firenčani. Leta 1461 so  alunit odkrili tudi v Tolfi (Lacij, Italija)  v Papeški državi.
V Angliji je bila v srednjem veku industrija volne ena od glavnih gospodarskih dejavnosti, cena volne pa je z barvanjem znatno zrasla. Kalijev galun je uvažala z vzhoda, od poznega 15. stoletja dalje pa kakšnih sto let iz Papeške  države. Nezanesljive dobave, zlasti po izobčenju Henrika VIII., so spodbudile industrialce k iskanju novih virov galuna.
Poskusi, ki jih je finančno podprla tudi angleška država, so obrodili prve sadove šele na začetku 17. stoletja, ko so v Yorkshireu odkrili skrilavec, ki je vseboval aluminijev sulfat. Odkritje je znatno pripomoglo k industrijski revoluciji. Eden od najstarejših obratov za proizvodnjo galuna iz skrilavca in človeškega urina je bil Peak alum works v Ravenscarju, Severni Yorkshire. Skrilavec so nasuli na 30 m visoke kupe in jih več mesecev neprestano žgali. Za kurjavo so uporabljali les in do 18. stoletja popolnoma opustošili pokrajino v  severovzhodnem  Yorkshireu. Ostanke skrilavcev so po žganju kuhali v urinu, izparili, kristalizirali in zmleli. Proizvodnja je povzročila veliko ekološko katastrofo. Rudarjenje je uničilo naravne klife, za proizvodnjo oglja so posekali vse okoliške gozdove, zemljo pa sta onesnažila žveplova kislina in pepel.

## Ugotavljanje kemijske sestave
Georg Ernst Stahl je leta 1703 objavil, da v reakciji apnenca z žveplovo kislino nastaja neka vrsta galuna.George Ernst Stahl (1723). Ausführliche Betrachtung und zulänglicher Beweiss von den Saltzen, daß diesselbe aus einer zarten Erde, mit Wasser innig verbunden, bestehen. Wäysenhaus, Halle.</ref> Napako sta popravila  Johann Pott (1746) in Andreas Marggraf (1754), ki sta dokazala, da je oborina, ki nastane  z dodajanjem alkalij v raztopino galuna, povsem različna od apna in krede in je ena od sestavin gline.
Marggraf je objavil tudi to, da se popolne kristale z lastnostmi galuna lahko pridobi z raztapljanjem glinice v žveplovi kislini in dodajanjem pepelike ali amonijaka v koncentrirano raztopino. Leta 1767 je Torbern Bergman ugotovil, da kalijev in amonijev sulfat pretvorita aluminijev sulfat v galun, medtem ko z natrijevim in kalcijevim sulfatom to ne gre.
V tistem času je veljalo, da je kalij mogoče najti samo v rastlinah, dokler ga ni Martin Klaproth leta 1797 odkril tudi v mineralih levcitu in lepidolitu.
Louis Vauquelin je kasneje dokazal, da kalij vsebujejo tudi številni drugi minerali. Iz Marggrafovih in Bergmanovih poskusov je sklepal, da so alkalije bistvena sestavina naravnega galuna. Leta 1797 je objavil razpravo, v kateri je dokazal, da je galun dvojna sol, sestavljena iz žveplove kisline, glinice in kalija. V isti izdaji časopisa je Jean-Antoine Chaptall objavil analizo štirih različnih vrst galuna (rimskega, levantskega, britanskega in svojega) in potrdil Vauquelinove ugotovitve.

## Lastnosti
Kalijev galun kristalizira v pravilnih oktaedrih s sploščenimi vogali, dobro topnih v vodi. Raztopina je rahlo kisla in veže usta. Z nevtralizacijo raztopine s kalijevim hidroksidom (KOH) nastaja aluminijev hidroksid (Al(OH)3).
S segrevanjem galuna do skoraj rdečega žara se pretvori v porozno prhko maso, znano kot "žgani galun". Galun se pri 92 °C raztopi v lastni kristalno vezani vodi.

## Naravna nahajališča
Kalijev galun se v naravi pojavlja kot sulfatni mineral galun-(K). Tipična nahajališča so inkrustacije v kamninah v področjih preperevanja in oksidacije silfidnih in kalij vsebujočih mineralov. V preteklosti so ga pridobivali iz minerala alunita (KAl(SO4)2•2Al(OH)3), ki so ga kopali v žveplo vsebujočih vulkanskih sedimentih. Mineral je bil tudi vir kalija in aluminija. Mineral alunit se najde tudi v Tolfi in na Vezuvu (Italija), Queenslandu, Avstralija, Tennesseeju in Arizoni, ZDA in na filipinskem otoku Cebuju.
Galun se je iz alunita pridobival tako, da se je mineral žgal in nato za določen čas pustil na zraku. V tej fazi se je stalno vlažil z vodo, da je nazadnje razpadel v fin prah. Prah se je nato namakal v vodi in oddekantiral, iz raztopine pa je postopoma izkristaliziral kalijev galun.
Mineral kalinit je različica kalijevega galuna s samo enajst molekulami kristalne vode (KAl(SO4)2•11H2O).

## Industrijska proizvodnja
Zgodovinsko se je pridobival predvsem iz alunita.
Industrijsko se proizvaja z dodajanjem kalijevega sulfata (K2SO4) v koncentrirano raztopino aluminijevega sulfata (Al2(SO4)3). Aluminijev sulfat se običajno proizvaja z obdelavo na primer aluminijevih skrilavcev,  boksita ali kriolita z žveplovo kislino. Če je v sulfatu preveč železa, se namesto kalijevega sulfata uporablja kalijev klorid.

## Raba

### Medicina in kozmerika
Kalijev galun se v medicini uporablja kot astringent, sredstvo proti potenju in antiseptik. 
Bloki kosi kalijevega galuna ali aluminijevega sulfata se v kozmetiki uporabljajo kot deodorant in sredstvo za ustavljanje manjših krvavitev, predvsem po britju, pri odrgninah, krvavenju iz nosu in hemeroidih in za lajšanje bolečin zaradi pikov in ugrizov žuželk. 
Uporabljal se je tudi za odstranjevanje pustul in aken ter aft, aftnega somatitisa in hemoragičnega cistitisa.  V nekaterih državah se je uporabljal za zdravljenje  prekomernega potenja.
V zobozdravstvu se uporablja predvsem zaradi njegovih astingirajočih in hemostatičnih lastnosti.
Kalijev in amonijev galun sta aktivni sestavini nekaterih sredstev proti potenju in deodorantov, ker zavirata rast bakterij, odgovornih za vonj telesa.
Kalijev galun je bil do leta 1920 glavni adjuvant, ki se je uporabljal za povečanje učinkovitosti cepiv, potem pa sta ga v komercialnih cepivih skoraj v celoti nadomestila  aluminijev hidroksid in aluminijev fosfat.

### Kulinarika
Kalijev galun je lahko kisla sestavina pecilnih praškov, ki deluje v drugi fazi vzhajanja pri visokih temperaturah. V ta namen se običajno uporablja natrijev galun. 
V Angliji so v 18. stoletju uporabljali zato, da bi bil kruh bolj bel. Nekateri avtorji, med njimi tudi slavni zdravnik John Snow, so teoretizirali, da povzroča rahitis. Leta 1875 so te in druge zlorabe z zakonom prepovedali.
V ZDA se kalijev galun kot  "galunski prašek" v veliko trgovinah prodaja med začimbami. Uporablja se predvsem v salamurah in dodatek pri vlaganju sadja in zelenjave, ker poveča njihovo hrustljavost.

### Zaviralec gorenja
Kalijev galun zmanjšuje vnetljivost tkanin, lesa in papirja.

### Strojenje
Kalijev galun se uporablja za strojenje kož, ker iz surove kože odstranjuje vodo  in preprečuje gnitje. Galun ni pravo strojilo, ker se ne veže na usnje, ampak ga je z vodo mogoče izprati. 

### Barvanje
Galun se je že v antiki uporabljal kot lužilo, ki vzpostavi trajno vez med barvilom in naravnim vlaknom, na primer volno. Podobno vlogo je igral tudi v papirni industriji.

### Flokulant
Kalijev galun se že od antike uporablja za bistrenje motnih tekočin. Še vedno se na široko uporablja za čiščenje pitne in industrijske vode ter obarjanje onesnaževalcev v rekah in jezerih po večjih padavinah. Za čiščenje komunalnih vod se dodaja 30-40 ppm galuna, za čiščenje industrijskih pa pogosto več. Galun nevtralizira električni dvojni sloj okoli koloidnih delcev in omogoči, da se sprimejo v kosmiče. Kosmiči nato priplavajo na površino, se vsedejo na dno ali se laže filtrirajo pred nadaljnjo obdelavo vode.
Isto načelo se izkorišča za povečanje viskoznosti suspenzij keramičnih glazur. Glazura postane bolj lepljiva in se počasneje vseda.

### Pigmentna barvila
Aluminijev hidroksid iz kalijevega galuna je osnova za večino pigmentnih barvil.

### Raztapljanje železa in jekla
V raztopini kalijevega galuna se raztapljata železo in jeklo, aluminij in barvne kovine pa ne. Raztopina se uporablja na primer za raztapljanje konic jeklenih svedrov, ki so se zalomili med vrtanjem v barvne kovine.

### Drugo
V tradicionalni japonski umetnosti se galun in živalski klej raztopita v vodi in tvorita raztopino, znano kot dusa (japonsko 礬水). Raztopina se uporablja kot podlaga pred  premazovanjem papirja.
Galun se zaradi tega, ker veže usta, uporablja v nekaterih plastelinih, namenjenih otrokom.
Uporablja se tudi kot trdilec za fotografske emulzije na filmih in papirju. V zadnjem času so ga nadomestile druge kemikalije.

## Nevarnosti
Kalijev galun lahko rahlo draži kožo.